# Kabinová lanová dráha Monte – Botanická zahrada

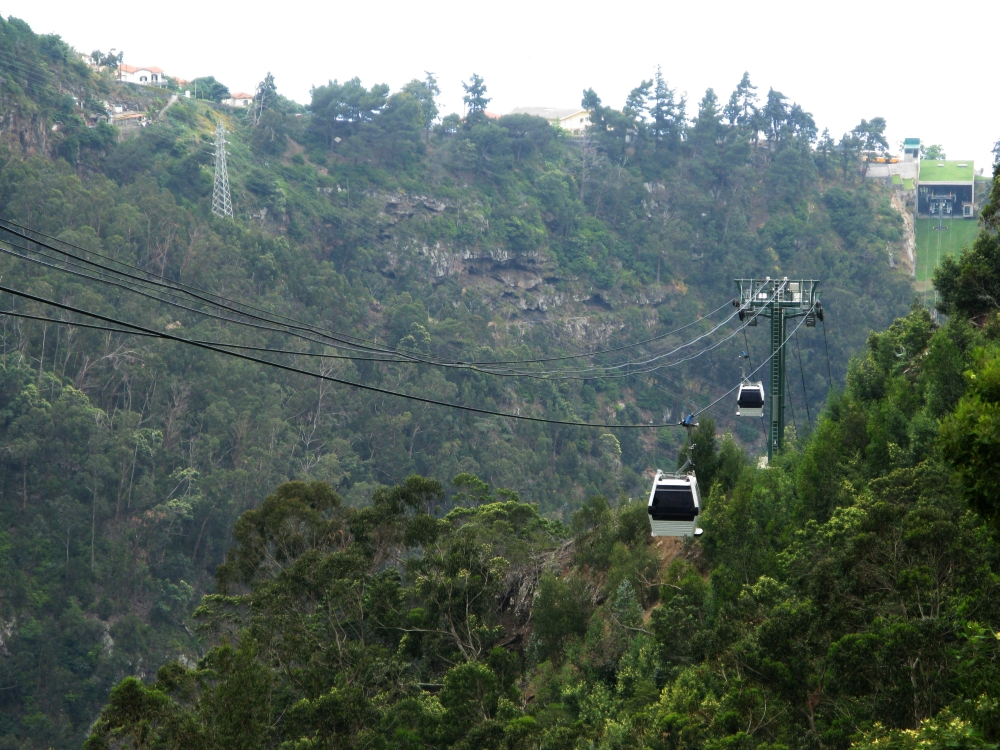

Kabinová lanová dráha z Monte do Botanické zahrady ve Funchalu byla uvedena do provozu v září 2005. Dráha je vedena nad hlubokým údolím potoka João Gomes. Svahy pod lanovkou jsou zalesněny převážně vavřínem (laurisilva).
Výrobcem je francouzská firma Poma, kabiny dodala firma Sigma.

## Technické parametry lanovky
- Typ: Poma 8-MGD

- Převýšení: 219 m

- Šikmá délka: 1613 m

- Počet podpěr: 7

- Rozchod lana na trati: 5,7 m

- Poháněcí stanice: dolní

- Napínací stanice: dolní

- Druh napínání: hydraulické, regulované

- Průměr dopravního lana: 42,5 mm

- Výkon pohonu: 200 kW

- Počet kabin: 25

- Kapacita jedné kabiny: 8 osob

- Max. přepravní kapacita: 700 osob za hodinu

- Čas jízdy: 6,3 minuty

- Rychlost na trati: 4,2 m/s